# 8924 Iruma
8924 Iruma (1996 XA32) là một tiểu hành tinh vành đai chính được phát hiện ngày 14 tháng 12 năm 1996 bởi N. Sato ở Chichibu.